# Stanisław Głoskowski (zm. przed 1576)
Stanisław Głoskowski herbu Jastrzębiec (zm. przed 1576 roku) – dworzanin królewski w 1570 roku, cześnik warszawski w 1570 roku.
Poseł na sejm 1570 roku z ziemi czerskiej.